# Slag bij Middleburg
De Slag bij Middleburg vond plaats tussen 17 juni en 19 juni 1863 in Loudoun County, Virginia tijdens de Amerikaanse Burgeroorlog.
Na de Slag bij Aldie probeerde de Noordelijke cavalerie onder leiding van generaal-majoor Alfred Pleasonton door het cavaleriescherm te breken van de Zuidelijke cavalerie onder leiding van generaal-majoor J.E.B. Stuart die het leger van generaal Robert E. Lee afschermde. Op 17 juni werd de noordelijke, geïsoleerde 1st Rhode Island Cavalry Regiment onder leiding van kolonel Alfred Napoleon Duffié aangevallen door de brigades van Thomas T. Munford en Beverly Robertson. Daarbij werden de Noordelijken op de vlucht gedreven en verloren ze 250 soldaten. Op 19 juni viel J. Irvin Greggs brigade Stuarts cavalerie aan bij Middleburg. Beide zijden kregen versterkingen en de gevechten duurden voort. Stuart moest zijn originele stellingen prijsgeven maar kon zich een helling verder handhaven waardoor de Noordelijken er opnieuw niet in slaagden om door het Zuidelijke cavaleriescherm te breken.

## De gevechten op 17 juni
Stuart richtte zijn hoofdkwartier in in Middleburg, Virginia. Hij verspreidde zijn eenheden doorheen de vallei van Loudoun om uit te kijken naar vijandelijke activiteit. In de vroege ochtend van 17 juni vertrok kolonel Duffié, van Franse origine, met 280 soldaten van het 1st Rhode Island Cavalry in westelijke richting vanuit Centreville, het Noordelijke kampement. Zijn bevelhebber, Alfred Pleasonton, had hem het bevel gegeven om die dag in Middleburg te overnachten en de volgende dag door te stoten naar Noland’s Ferry en Snickersville. Duffié trok de Bull Run Mountains over bij Thoroughfare Gap om 09.30u waarbij hij de voorposten van John R. Chambliss’ brigade verjoeg. De Zuidelijke bevelhebbers konden moeilijk geloven dat zo’n klein Noordelijk detachement zo diep in hun linies kon doordringen. Daarom viel Chambliss niet aan omdat hij vreesde dat dit maar de voorhoede was van een veel grotere strijdmacht. Duffié vervolgde zijn opmars om rond 11.00u in noordelijke richting naar Middleburg af te buigen, zoals voorzien was in zijn marsorders.
Rond 16.00u arriveerde Duffié in Middleburg en verdreef de weinige Zuidelijke voorposten. Stuart en zijn staf moesten halsoverkop vluchten voor de naderde Noordelijke cavalerie. Toen Stuart in Rector’s Crossroads aankwam waar de brigade van Beverly Robertson gelegerd was, beval hij Robertson om onmiddellijk de Noordelijke cavalerie bij Middleburg aan te vallen. Duffié groef zich ondertussen in met de helft van zijn regiment en stuurde een boodschapper naar Judson Kilpatricks brigade bij Aldie, Virginia om versterkingen te vragen. Rond 19.00u vielen de Zuidelijken aan en deden de Noordelijken in Middleburg op de vlucht slaan. Veel van Duffiés soldaten werden gevangengenomen toen Chambliss hun de weg afsneed. Duffié kwam uiteindelijk met vier officieren en zevenentwintig soldaten aan in Centreville. Duffié werd overgeplaatst.

## De gevechten op 18 en 19 juni
Na de Slag bij Aldie nam Stuart defensieve stellingen in om de verschillende passen over de Blue Ridge Mountains te beschermen. Pleasonton stuurde verkenners naar Ashby’s en Snicker’s Gap. Op 18 juni botste David McM. Gregg op Zuidelijke voorposten in Middleburg. Stuart trok zijn soldaten snel terug naar een beter verdedigbare heuvel ten westen van de stad. Pleasonton vermoedde een val en liet Gregg terugtrekken naar Aldie.
De volgende dag viel Gregg Middleburg opnieuw aan. Hij stuurde de brigade van zijn neef, kolonel J. Irvin Gregg, naar voren. Ondertussen rukte John Bufords divisie op naar Pot House. Buford verdreef na een kleine schermutseling twee regimenten van William "Grumble" Jones’ brigade bij Pot House.
Toen kolonel Gregg er eindelijk in geslaagd was om de versterkte voorposten in Middleburg te verdrijven, vroeg hij om versterking om de imposante defensieve stellingen van Stuart ten westen van de stad te kunnen aanvallen. Kilpatrick stuurde twee regimenten waarna Gregg oprukte naar de vijandelijke linies. Ondanks de loden hitte en het vijandelijke vuur veroverden de Noordelijken de heuvelrug. Verschillende Zuidelijke tegenaanvallen mislukten.
In de late namiddag stuurde Buford de 2nd en 6th U.S. Cavalry naar Milville om het kleine stadje in te nemen. Daardoor moest Stuart zijn stellingen verlaten om een omsingeling te vermijden. Hij trok zich terug naar de volgende heuvelrug bij Kirk’s Branch. De Noordelijken vielen niet meer aan.
De Noordelijken verloren 16 doden, 46 gewonden en 37 vermisten. Stuart raakte 40 soldaten kwijt onder wie zijn vriend en stafchef Heros von Borcke die oorspronkelijk uit Pruisen kwam.